# Монджукли Депе
Монджукли Депе — древнее поселение на юге Туркменистана, на северном краю гор Копетдаг. Раскопки выявили заселение с позднего неолита, начинающегося около 6200 года до нашей эры, до раннего халколита. Самые ранние слои относятся к джейтунской культуре Туркменистана.
Доисторическое поселение находится на засушливой аллювиальной равнине, которая граничит на севере с пустыней Каракумы, а на юге — со склонами Копетдага. Горы также отмечают сегодняшнюю политическую границу с Ираном.
Примерно в двух километрах к северо-западу от места проходит сухое русло реки Меана, где находится современная деревня Миана, Туркменистан.
Крупное поселение бронзового века Алтын-депе расположено примерно в 2 км к северо-востоку.

## Раскопки
Первые раскопки под руководством Александра Марущенко состоялись в 1959 году, и были позже продолжены его коллегой Олегом Бердиевым. Результаты этого первого исследования были обобщены в предварительном отчёте. В 2010 году потенциал места раскопок был признан Сьюзен Поллок и Рейнхардом Бернбеком, и это привело к пяти дальнейшим раскопкам, длившимся с 2010 по 2014 года.

## Хронология
Местоположение важно для установления региональной хронологии, поскольку здесь неолитические слои сменяются халколитом. Однако в 2010 году последующие раскопки обнаружили длительный перерыв в поселении между концом неолитического поселения и халколитическим переселением. На основании этого здесь был определен «горизонт Меана», который, по-видимому, ограничен регионально районом Кака в Туркменистане и предшествует фазе IA культуры Анау.

## Поселение эпохи халколита
Слои IV–I были раскопаны на большой площади. Они содержат стандартные дома с квадратным планом этажа и колоннами посередине комнат. В двух верхних слоях было обнаружено закрытое открытое пространство, в котором, судя по найденным здесь костям животных, проходили банкеты.
В самом нижнем слое IV был найден дом с настенной росписью, изображающей двух людей, а также с некоторыми абстрактными узорами.
Жители Монджукли-Депе жили скотоводством и сельским хозяйством. Овцы и козы были доминирующими среди стадных животных. Крупный рогатый скот, а также их черепа играли важную роль в банкетах. Что касается диких животных, были найдены останки газелей и онагров.
Ячмень и пшеница играли важную роль в пахотном земледелии, а анализы потенциально указывают на простую ирригацию.
В халколитическом Монджукли-Депе производилось очень мало керамики. На общем уровне имеются керамические параллели с горизонтом Сиалк II/Чешме-Али Иранского нагорья.